# La Digue
Pour les articles homonymes, voir La Digue (homonymie).
La Digue est la quatrième île en taille de l'archipel des Seychelles, et la troisième en population. Elle tire ses revenus du tourisme, grâce à ses plages de sable fin blanc. L’île est accessible depuis Baie Sainte-Anne à Praslin entre 15 et 30 minutes par bateau (jetty).
Cette île est notamment célèbre pour sa plage Anse Source d'argent, faite de sable fin et enserrée d'impressionnants chaos rocheux .
L'île a été reconnue zone importante pour la conservation des oiseaux.

## Histoire
En 1769, Nicolas Thomas Marion-Dufresne, commandant la Digue, explora les Seychelles par ordre de César Gabriel de Choiseul-Praslin (qui donne également son nom à Praslin).

## Géographie
L'île de La Digue se situe à 6 km de Praslin et à 43 km de Mahé dans les îles Intérieures de l'archipel des Seychelles.
D'une superficie de 10 km2, elle s'élève sur le plateau des Seychelles, un microcontinent, en effet ni corallien ni volcanique, le soubassement est de type granitique. 

## Géologie
C'est dans le Parc de l'Union Estate, ancienne cocoteraie et plantation de vanille  que se trouve  le monolithe granitique Giant Union Rock (de), vieux d' environ 700 millions d’années ; il est haut de 40 mètres et occupe une superficie de 4 000 m2. On peut voir des affleurements remarquables à la plage Anse Source d'argent toute proche.

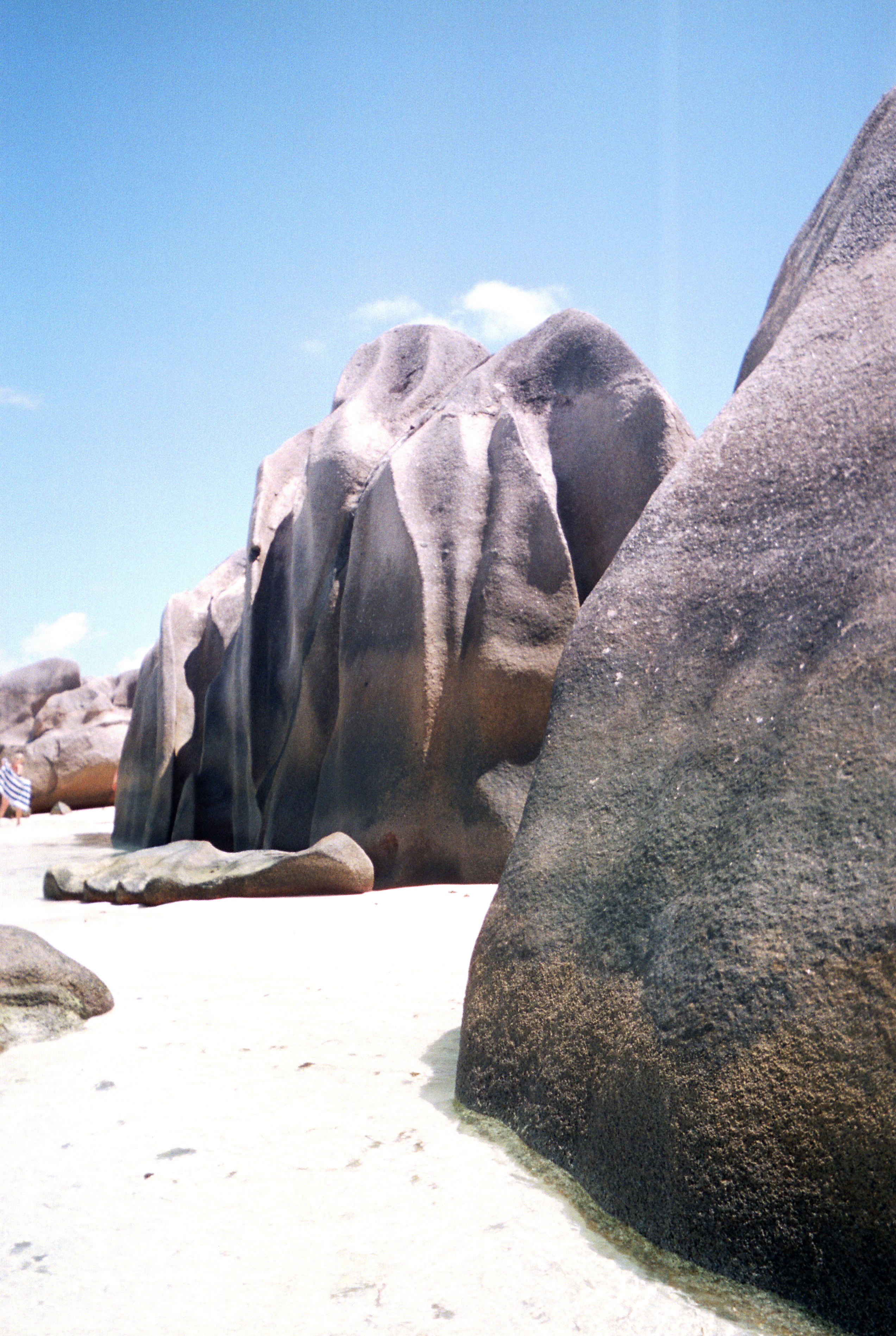
Rochers granitiques sur Anse Source d'Argent.
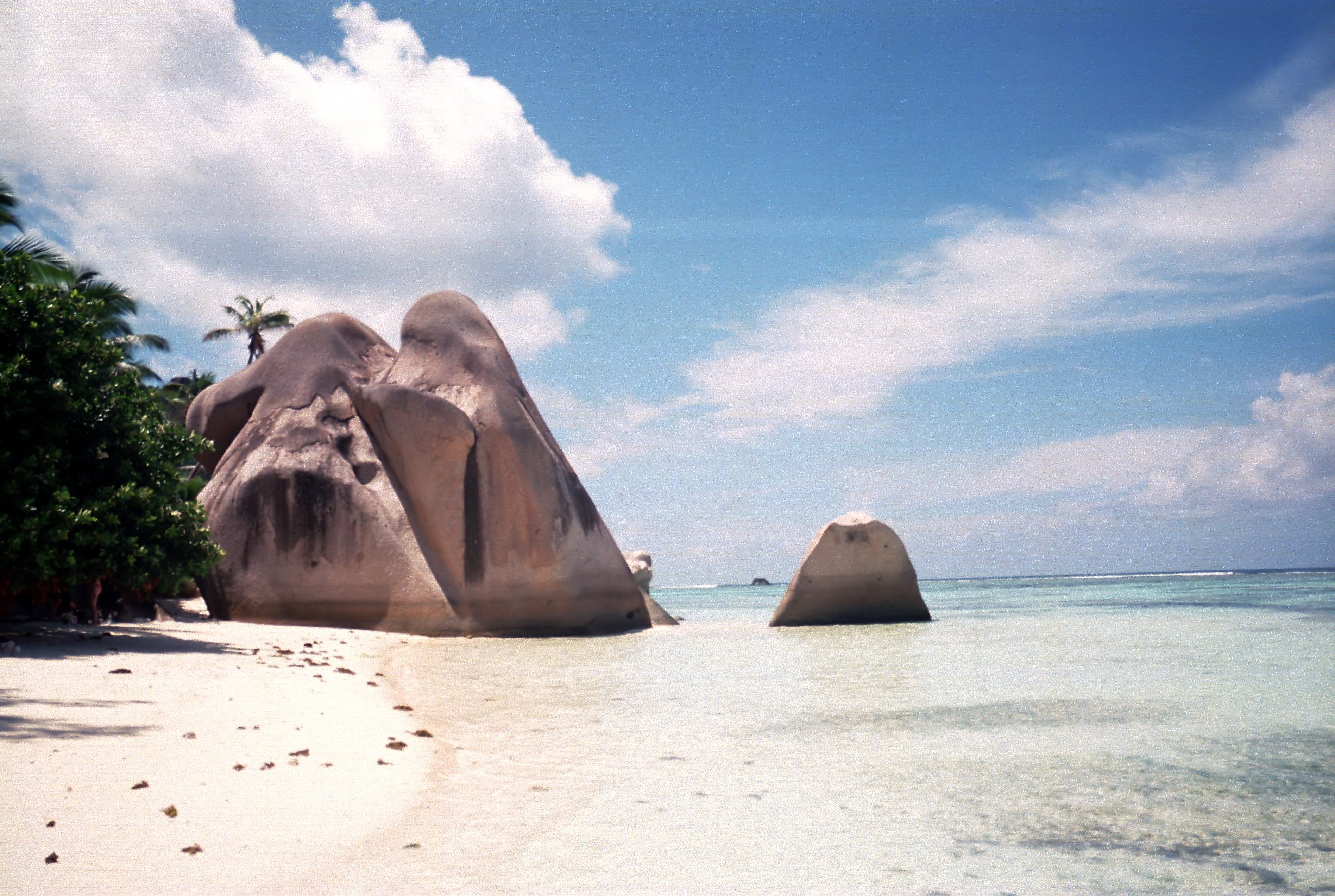
Anse Source d'Argent
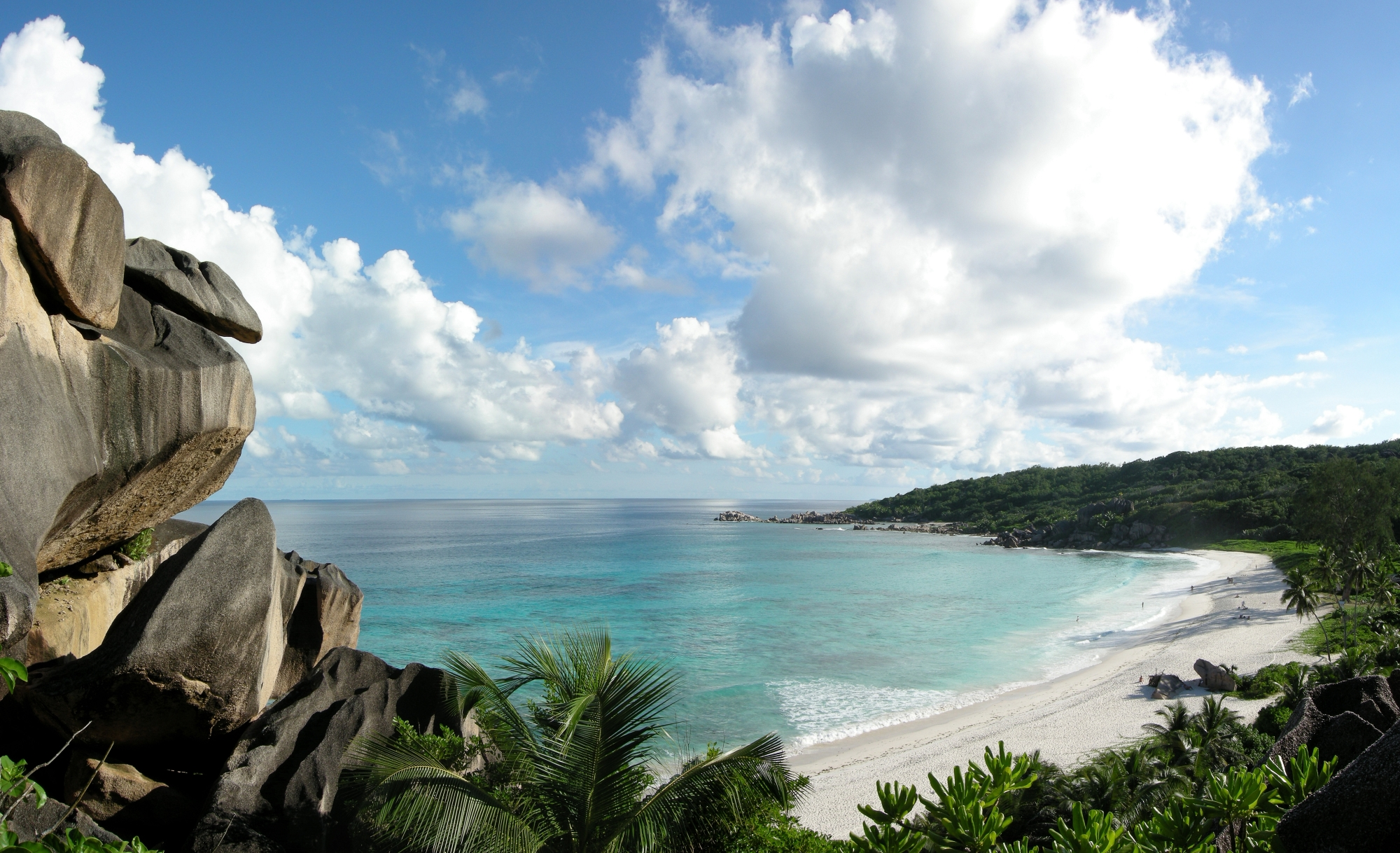
Grand' Anse
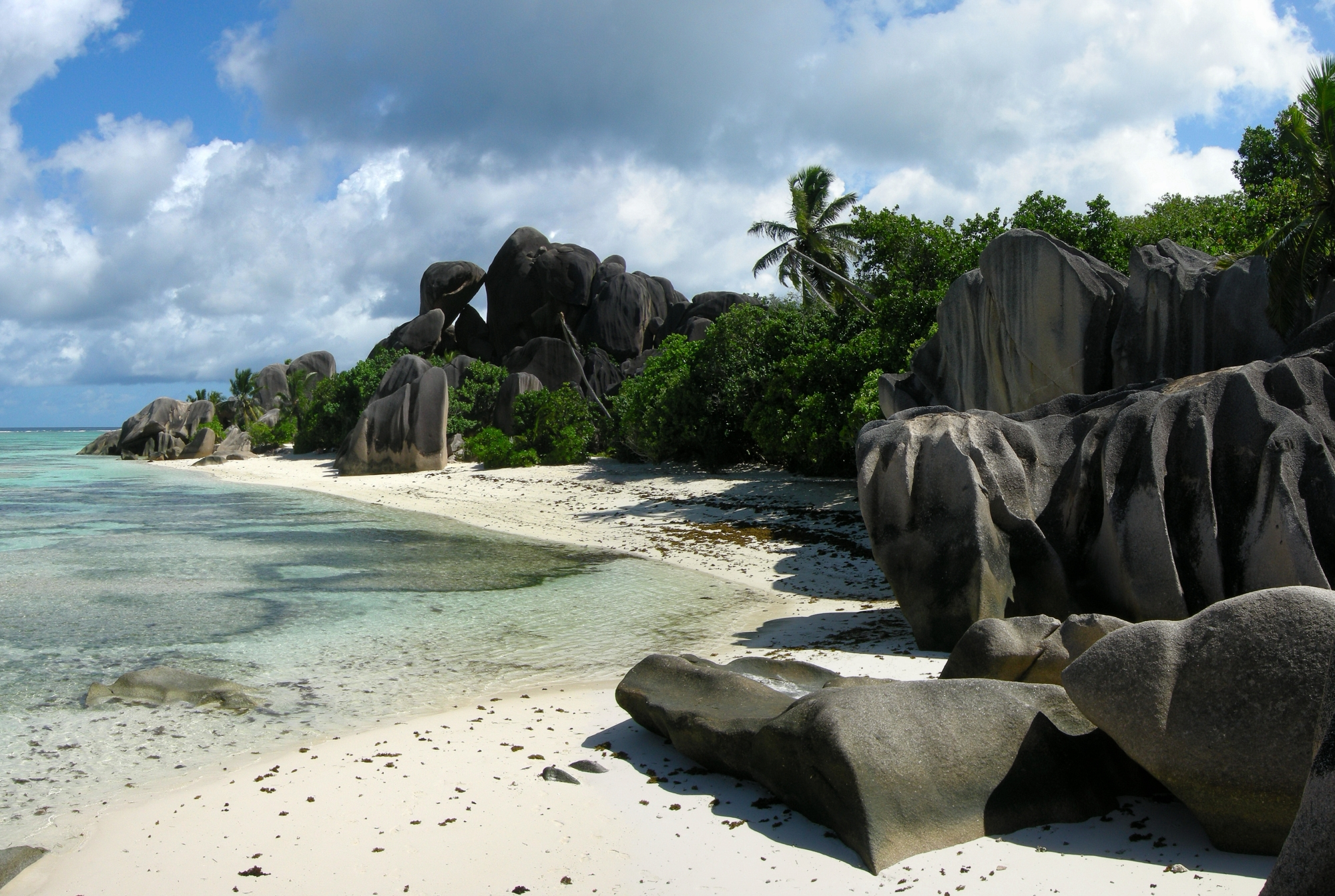
Anse Source d’Argent
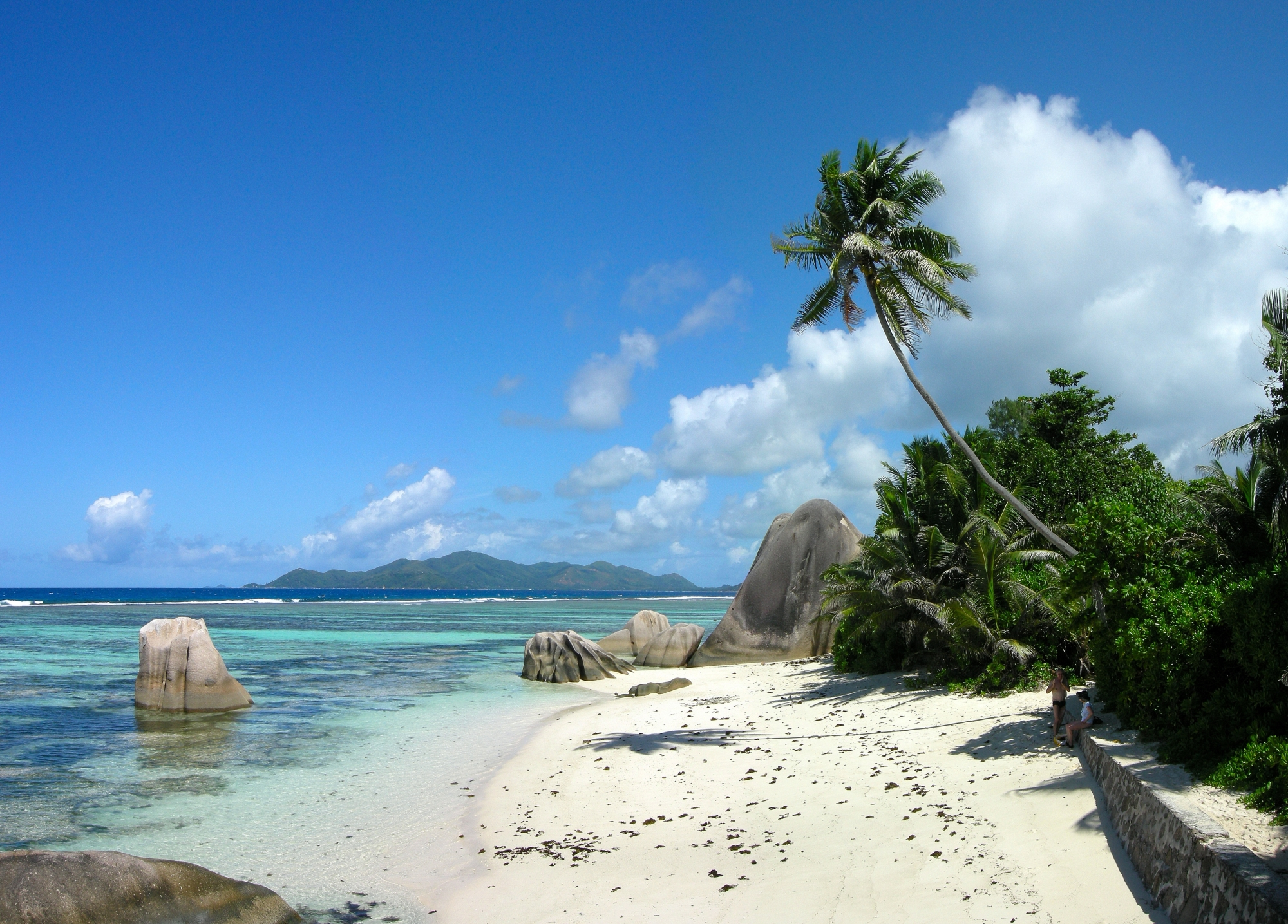
Anse Source d’Argent
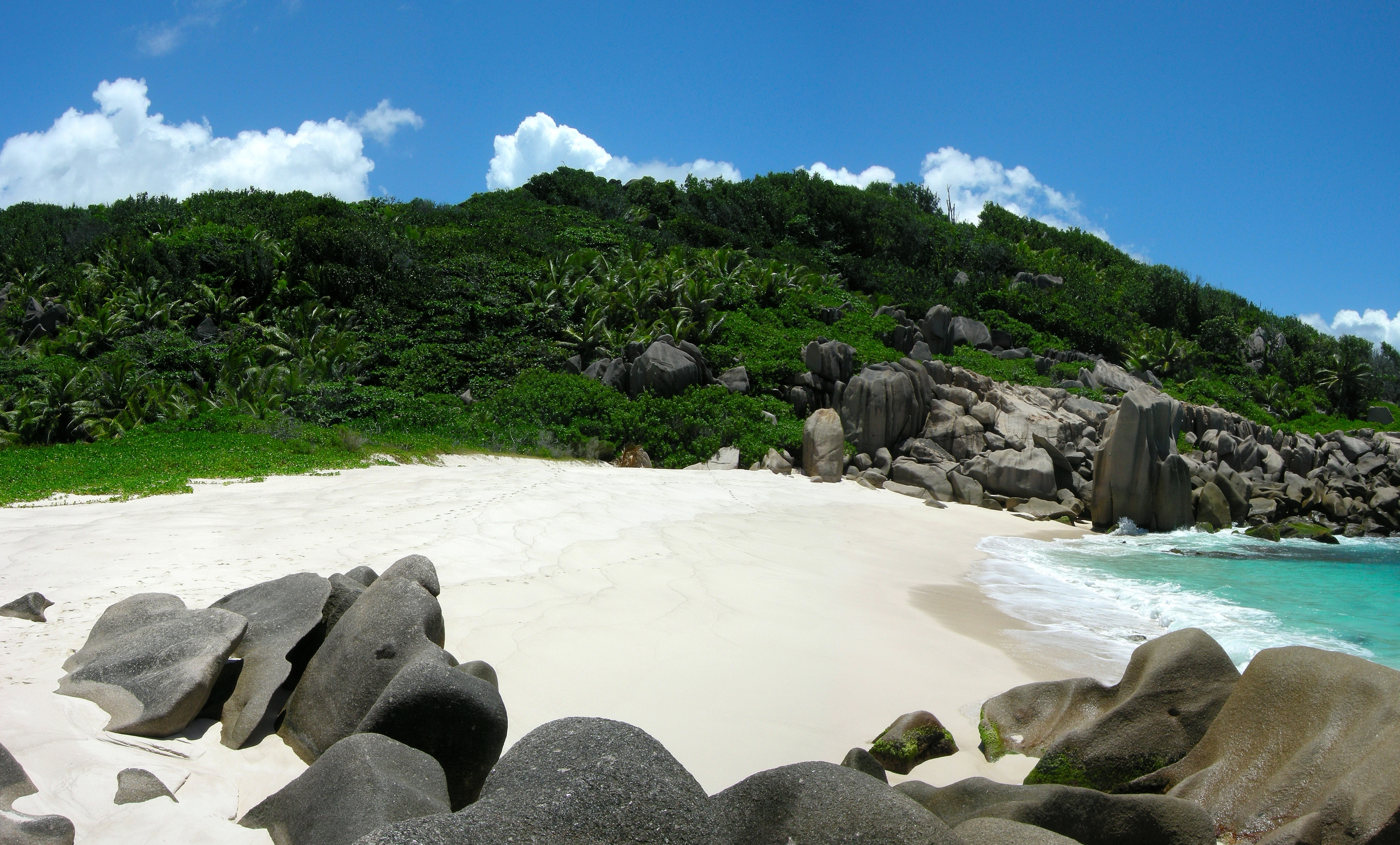
Anse Marron
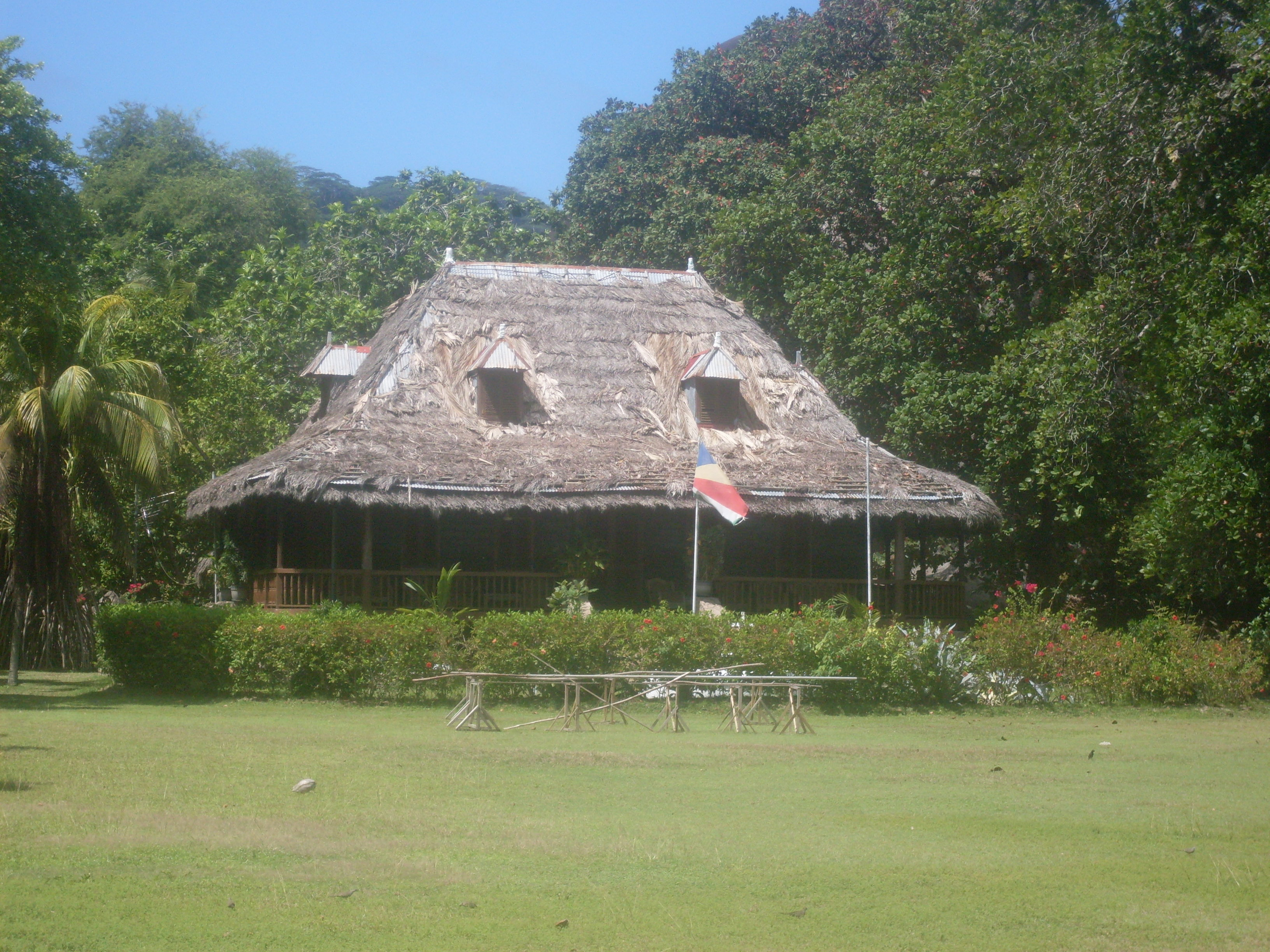
Demeure historique de la famille Rassool-Hossen, Union Estate Farm

## Transports
Les moyens de transport y sont principalement le char à bœufs et le vélo. Des voitures et petits camions y circulent maintenant et les chars à bœufs sont devenus légende. Les vélos restent le moyen de transport privilégié.

Bicyclettes et buffles.
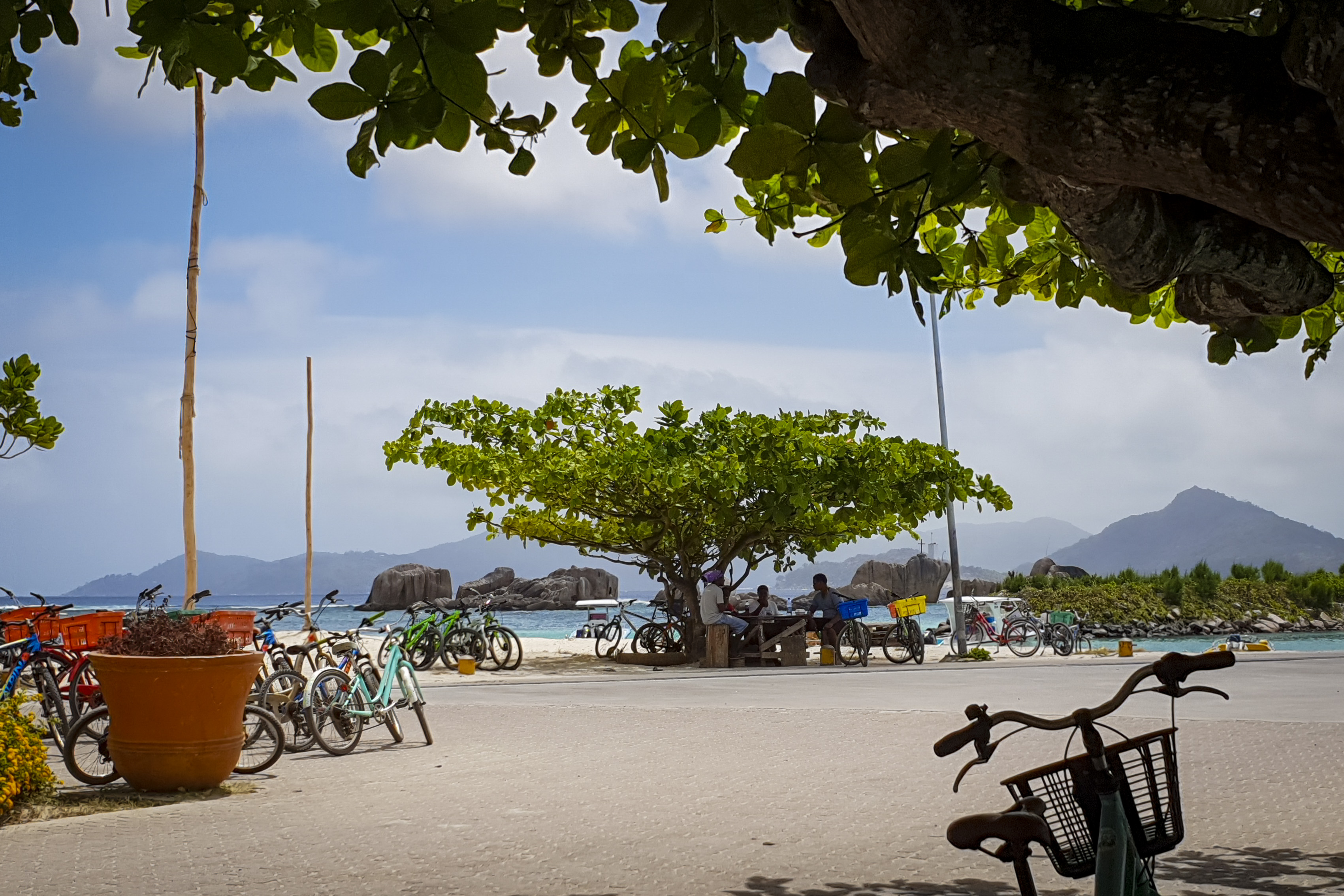
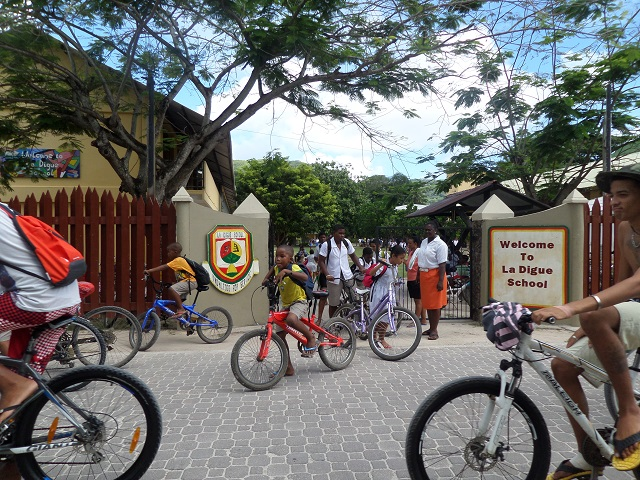
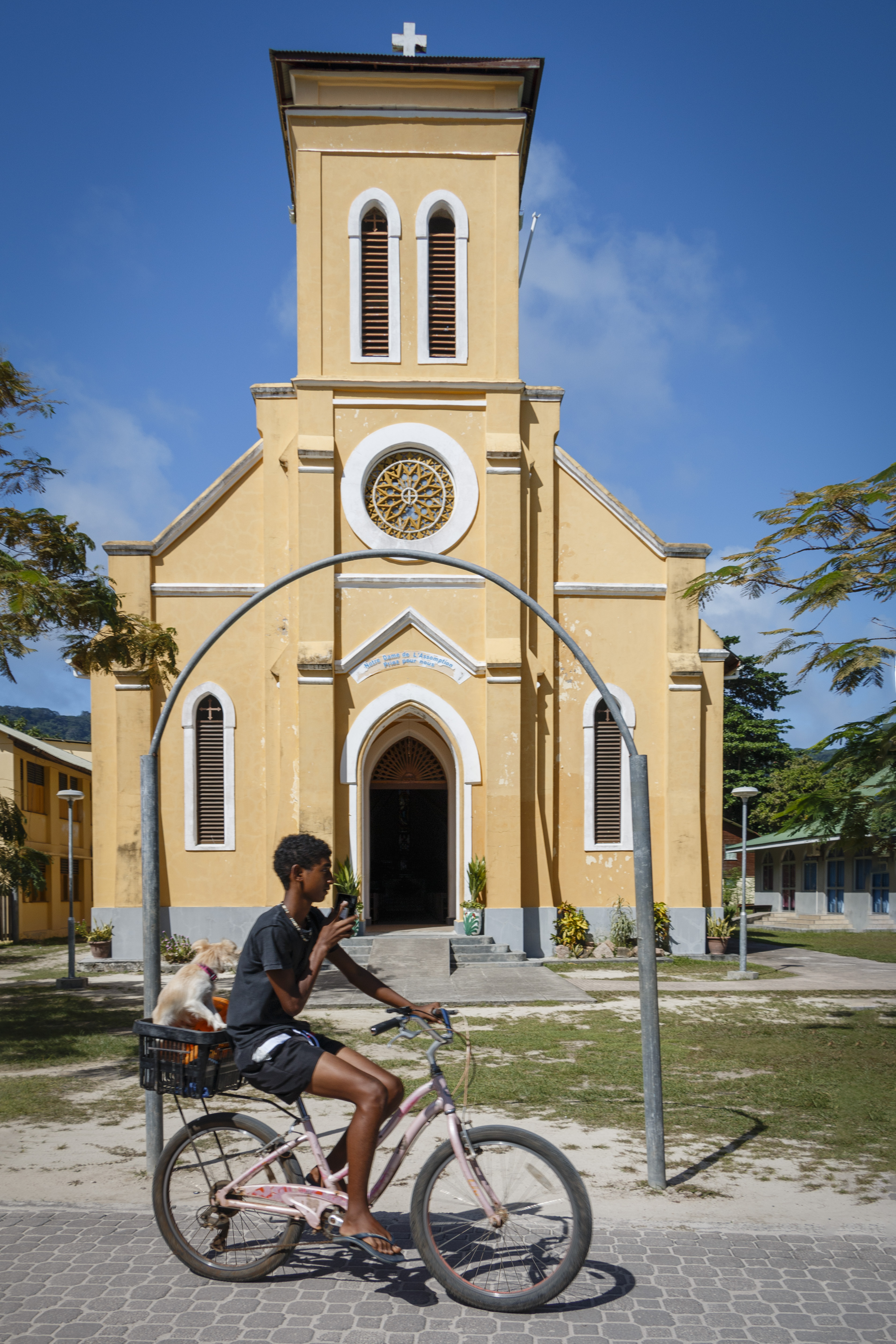
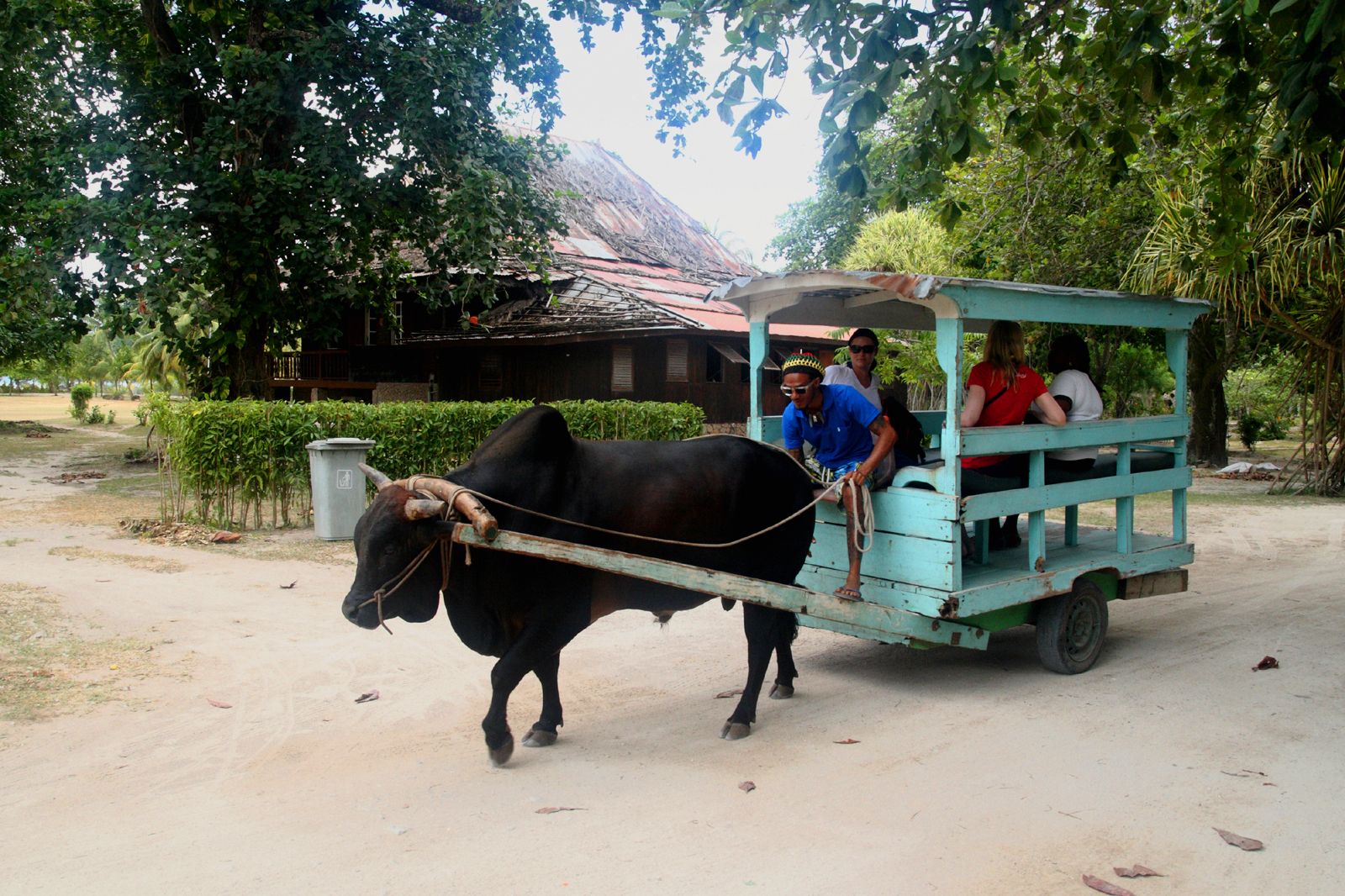
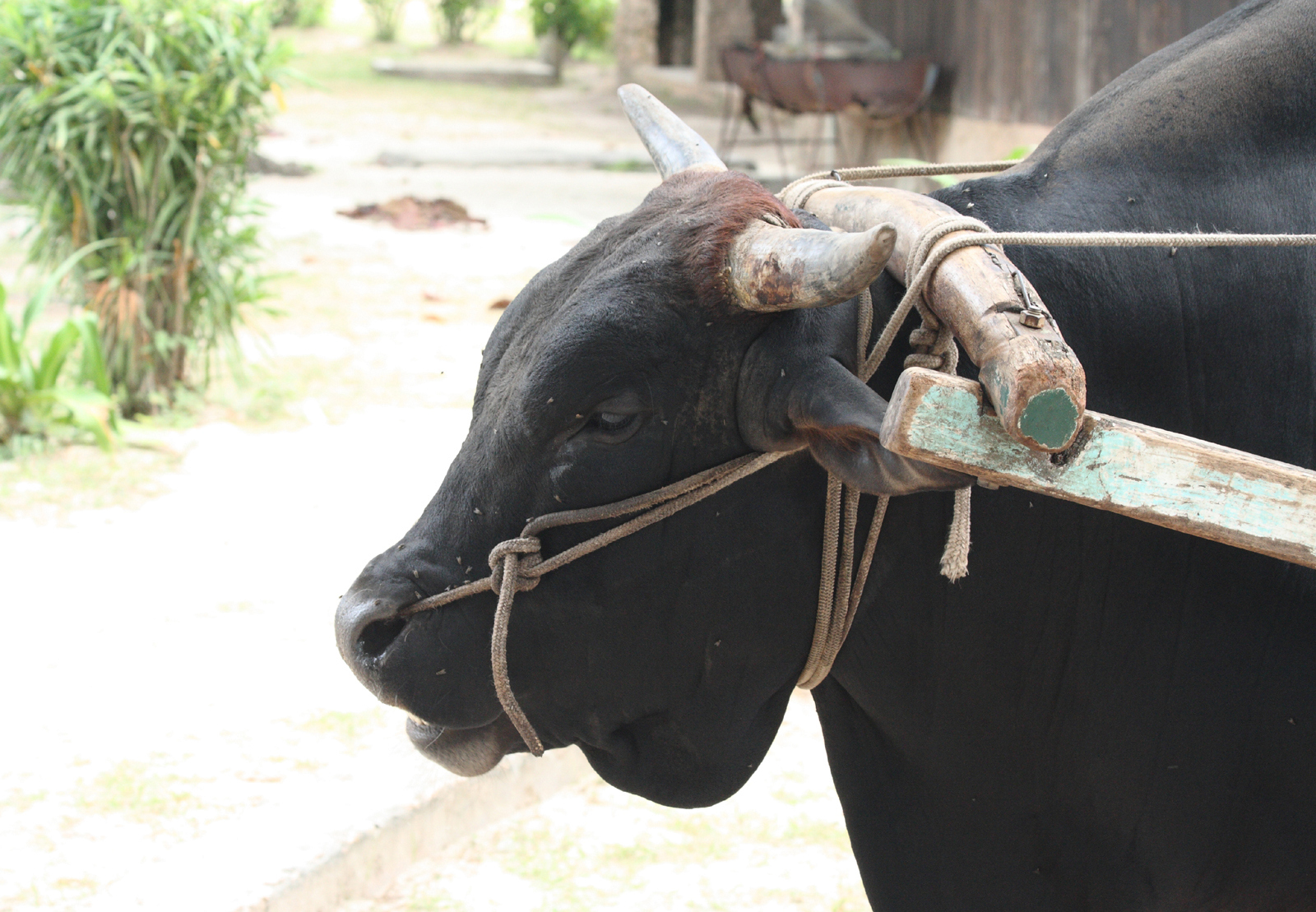

## Démographie
La Digue compte environ 2 451 habitants.

## Personnalités liées
- Alain Saint-Ange (né en 1954), homme politique